# Golfo de Urabá

A Região de Darién (a verde), no limite entre Colômbia e Panamá é banhada pelo golfo de Urabá.

O golfo de Urabá é um golfo situado na costa norte da América do Sul, constituindo o extremo sudoeste do Mar das Caraíbas. Constitui uma estreita reentrância na costa norte da Colômbia, nas proximidades da ligação entre o continente sul-americano e o istmo do Panamá. A cidade de Turbo situa-se no extremo sueste do golfo, constituindo o seu principal porto. O rio Atrato desemboca no golfo de Urabá.
A área que rodeia o Golfo é conhecida na geopolítica da Colômbia pela designação de Região de Urabá.